# یواس‌اس ال‌اس‌تی-۴۸۳
یواس‌اس ال‌اس‌تی-۴۸۳ (به انگلیسی: USS LST-483) یک کشتی بود که طول آن ۳۲۸ فوت (۱۰۰ متر) بود. این کشتی در سال ۱۹۴۲ ساخته شد.